# Godron
Pour les articles homonymes, voir Rue Godron et Godron (homonymie).

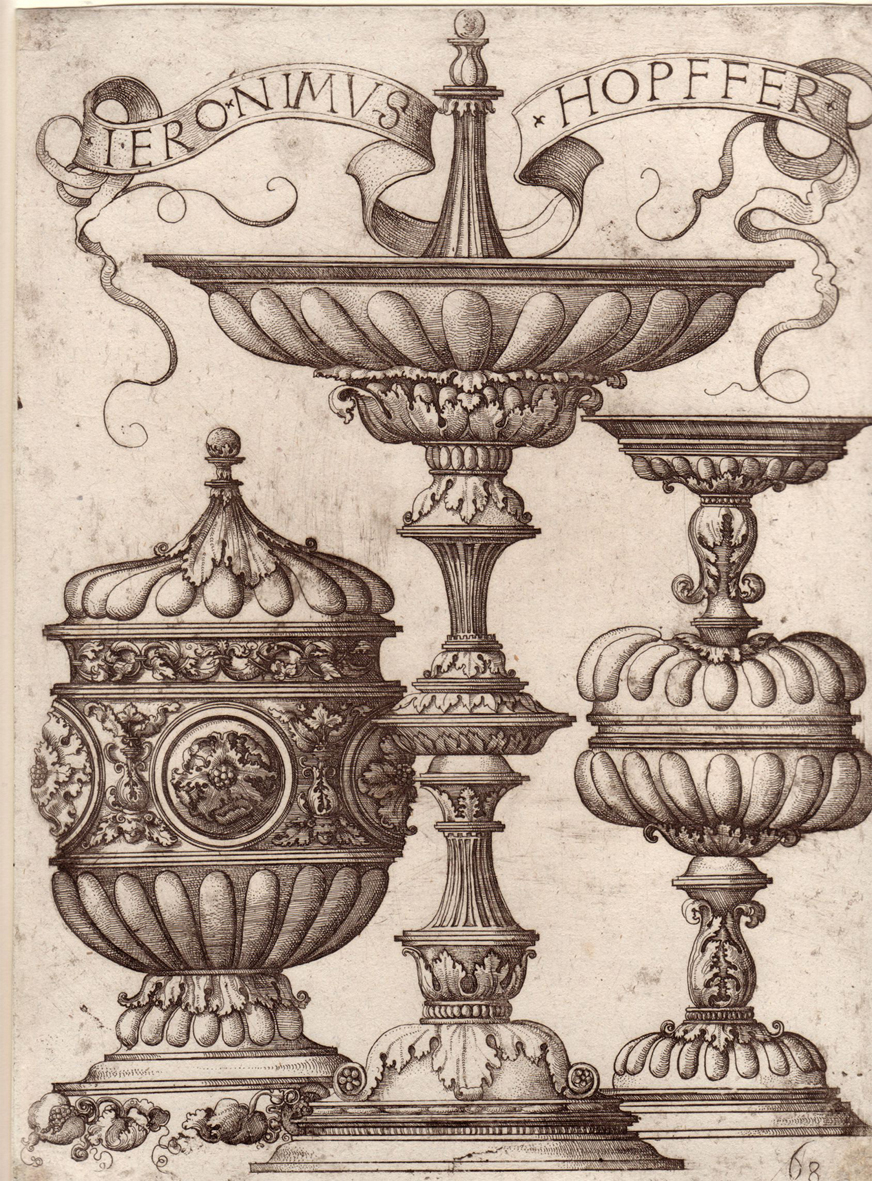
Trois gobelets ornés de godrons.

Un godron, de l'ancien français goderon, est un motif d’ornementation en forme de moulure creuse ou saillante, ou de cannelure en relief, de forme ovoïde, servant à décorer la panse rebondie d’un vase ou les surfaces convexes des moulures décoratives des combles habités.
- Ornements renflés ou en creux, placés aux bords de la vaisselle d'argent.
- Services d'orfèvrerie à godrons.
- Dessins de boitier de montre, généralement verticaux.
- Fer et plis ronds que l'on faisait aux fraises et jabots.

Se dit également de la forme donnée au col de costumes de la Renaissance.
Le terme godron est utilisé aussi en architecture pour désigner une ornementation en moulures.

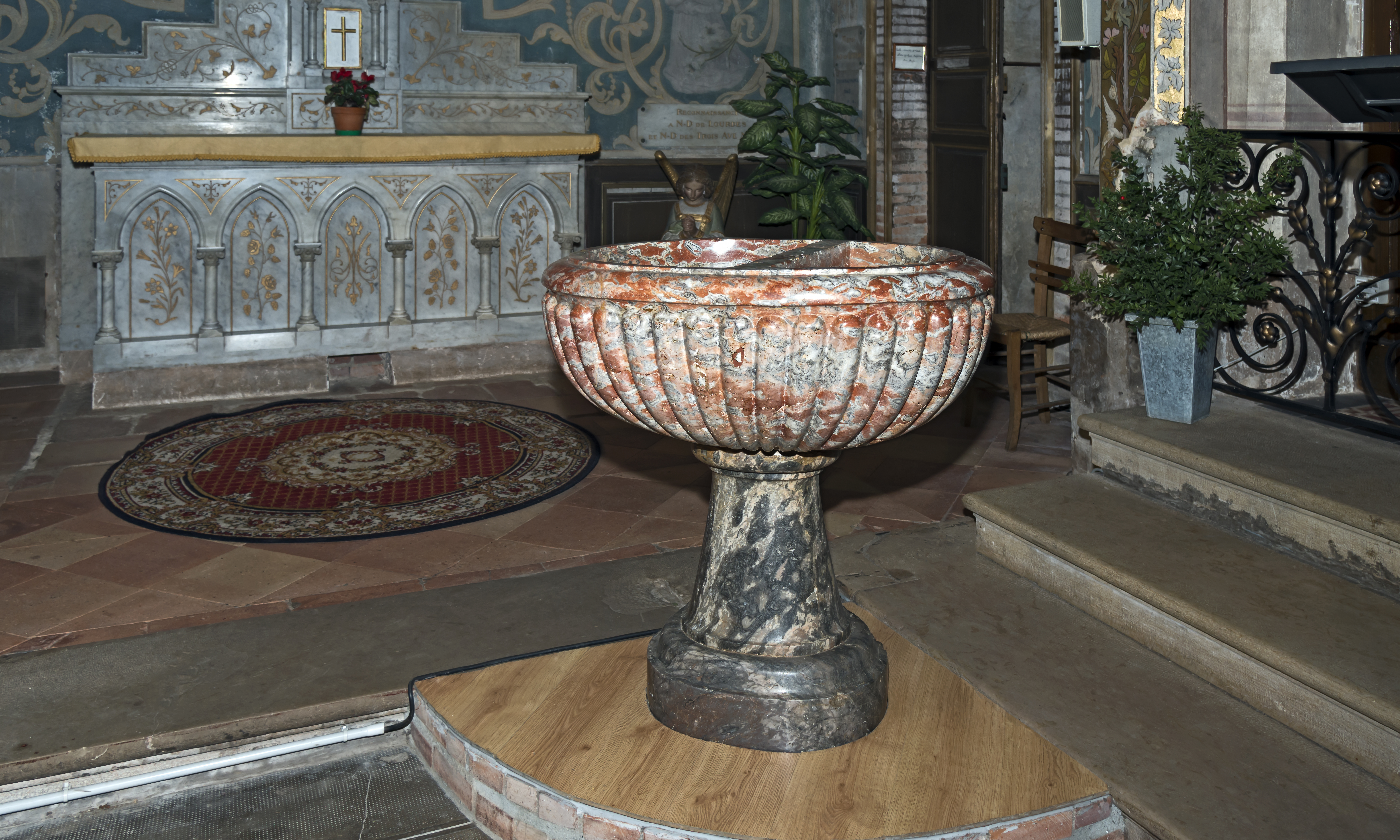
Fonts baptismaux à godrons.
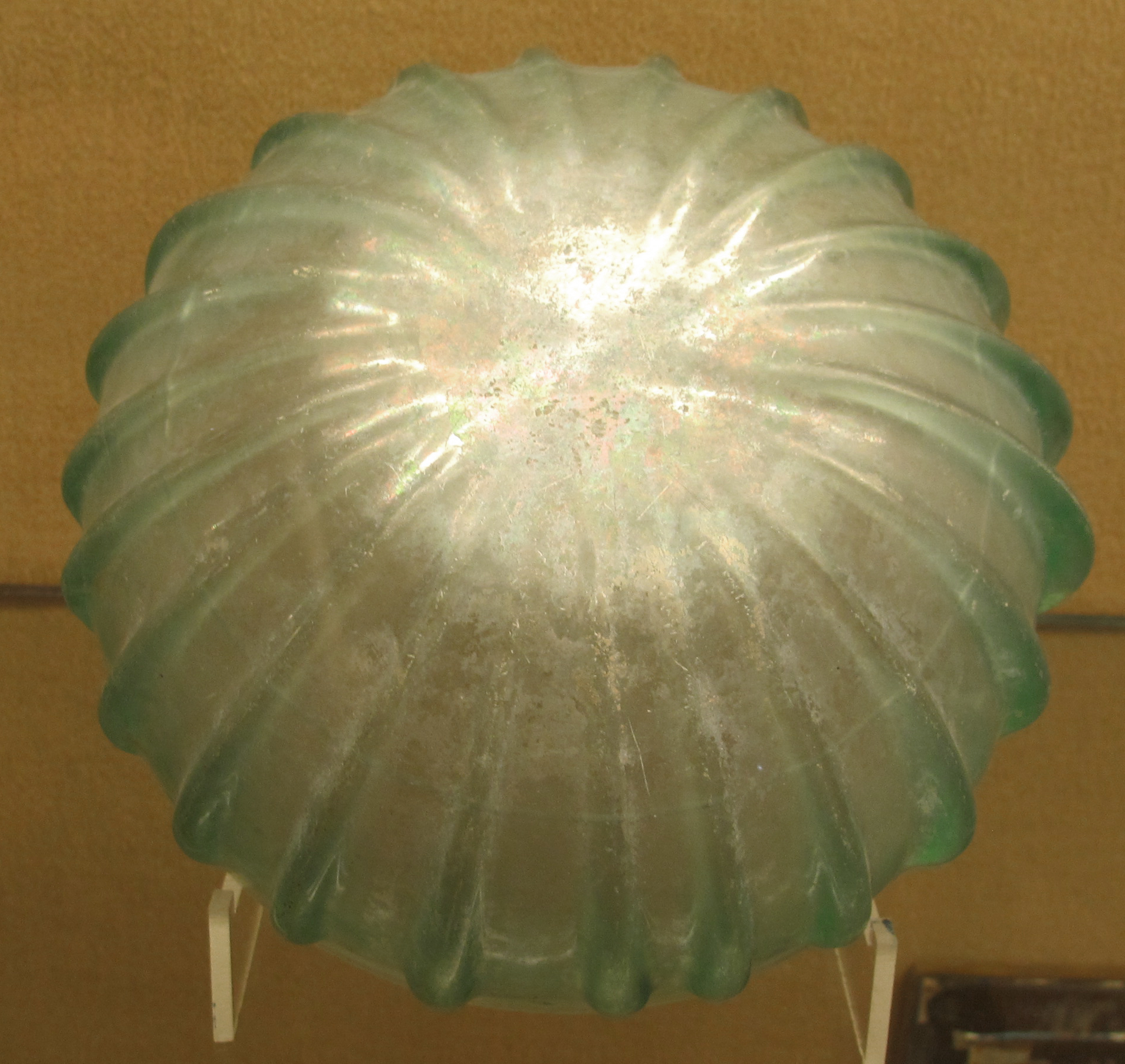
un bol à godrons d'époque romaine en verre, musée archéologique national de Naples.
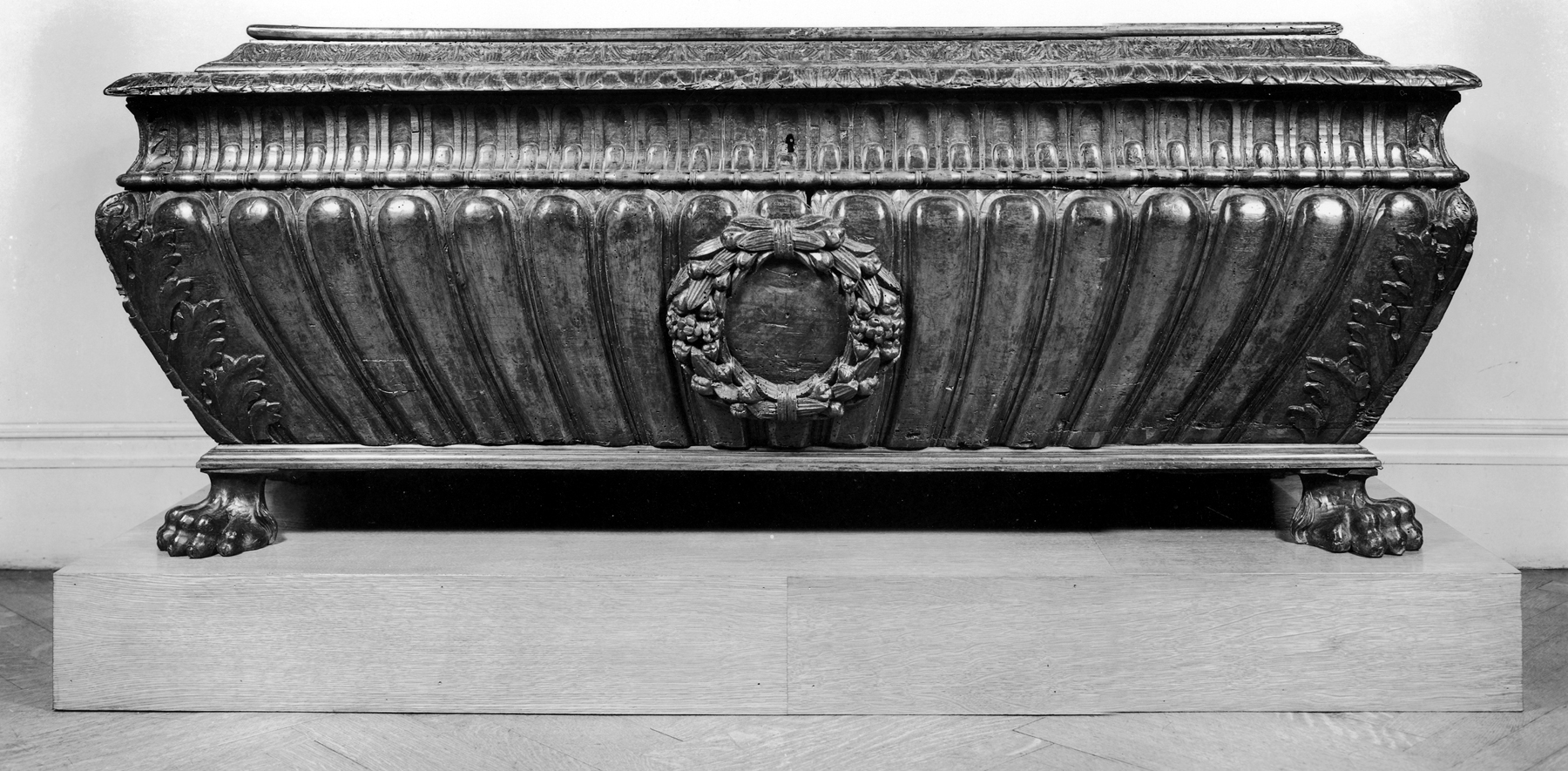
Cassone romain, XVIe siècle, Walters Art Museum, Baltimore.
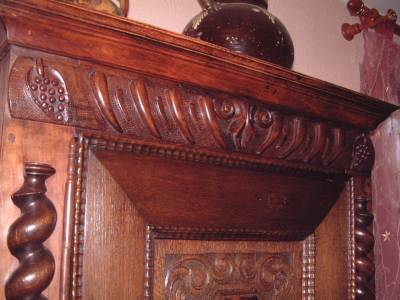
Détail des godrons sur un montbéliard.
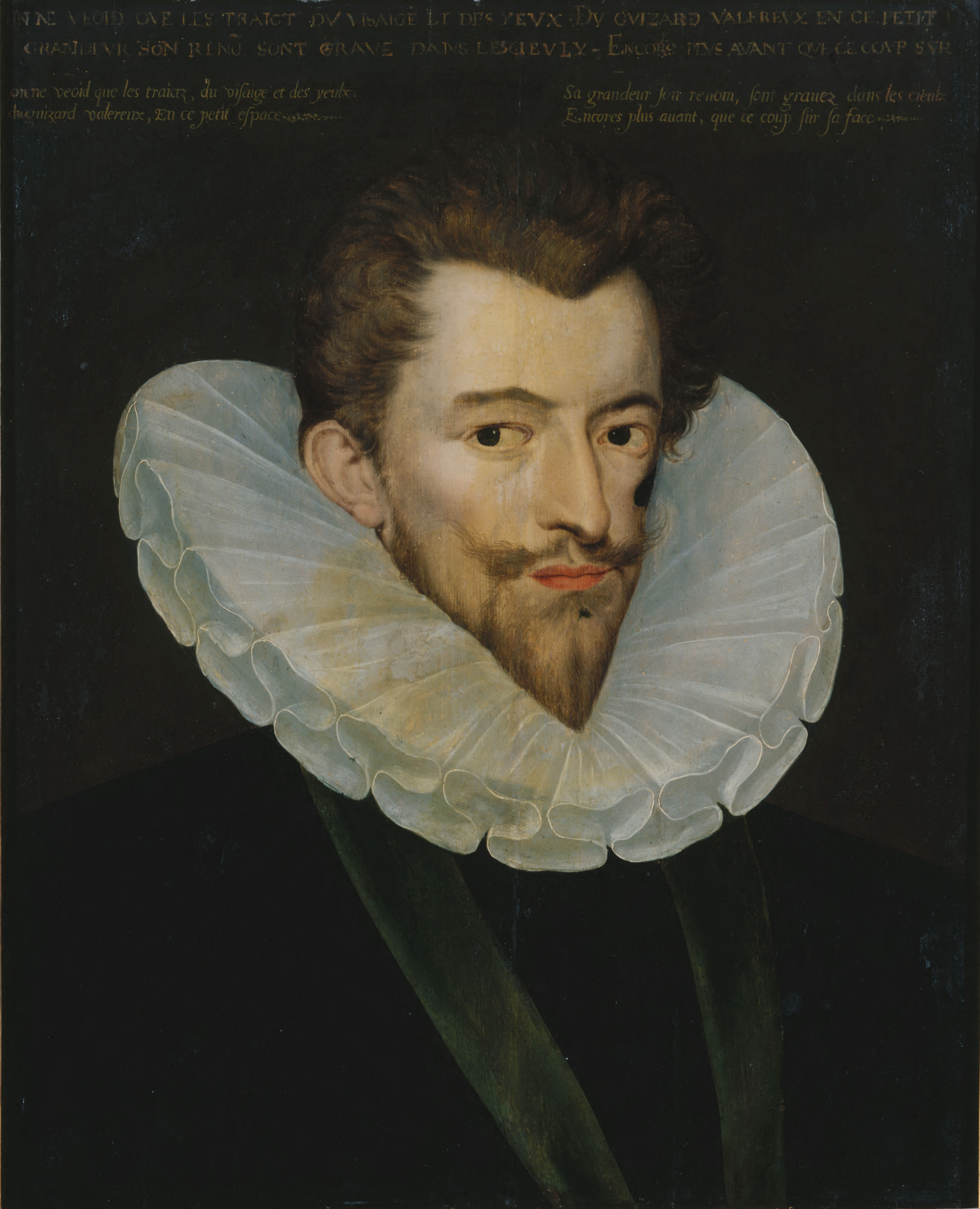
Le duc de Guise portant une fraise (godron).